# 9,10-Dichlorstearinsäure
9,10-Dichlorstearinsäure ist eine chlorierte und gesättigte Fettsäure.

## Vorkommen

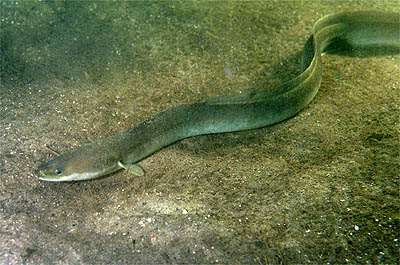
Aale und andere Fische akkumulieren Dichlorstearinsäure

9,10-Dichlorstearinsäure ist eine der wichtigsten chlororganischen Verbindungen, die von Fischen akkumuliert wird, und tritt verstärkt bei Tieren aus verschmutzten Gewässern auf. Nachgewiesen wurde sie beispielsweise in Fetten aus Aalen, Heringen, Lachsen und Flussbarsch. In einer Studie an Flussbarschen wurde 9,10-Dichlorstearinsäure wie normale, halogenfreie Fettsäuren in Lipide eingebaut.
9,10-Dichlorstearinsäure kann anfallen und ins Abwasser gelangen, wenn natürlich vorkommende Ölsäure chloriert wird, was zum Beispiel beim Bleichen von Zellstoff oder Mehl mit Chlor oder Chlordioxid vorkommt. Eine weitere Kontaminationsquelle sind Chlorparaffine die als Weichmacher verwendet werden. Es hat sich aber gezeigt, dass wohl nicht nur künstliche Stoffe bzw. anthropogene Aktivitäten zur Bildung von chlorierten Fettsäuren beitragen. Es kommen hier biotische als auch abiotische Entstehungsmöglichkeiten in Betracht.

## Synthese
9,10-Dichlorstearinsäure kann durch Chlorierung von Ölsäure mit elementarem Chlor unter Lichtausschluss synthetisiert werden.

## Eigenschaften
9,10-Dichlorstearinsäure ist giftig und kann das Wachstum von Zellen hemmen und deren Apoptose verursachen, sowie Zellmembranen schädigen.

## Reaktionen
9,10-Dichlorstearinsäure kann zu 9,10-Dichlor-1-octadecanol umgesetzt werden, welches wiederum ein Vorläufer für 9,10-Dichloroctadecylsulfat ist. Die Reduktion der Carbonsäure zum Alkohol ist z. B. mit Lithiumaluminiumhydrid oder mit Diboran möglich.
Durch Umsetzung mit Kaliumhydroxid in Ethanol bei 150 °C kann 9,10-Dichlorstearinsäure durch Eliminierung von zwei Molekülen Chlorwasserstoff zur Stearolsäure mit einer Dreifachbindung umgesetzt werden.

## Metabolismus
Eine In-vitro-Studie mit menschlichen Zellen deutet darauf hin, dass 9,10-Dichlorstearinsäure vor allem zu 9,10-Dichlormyristinsäure abgebaut und diese verstärkt ausgeschieden wird.